# Камша Віра Вікторівна
Віра Камша (рос. Вера Камша; нар. 5 листопада 1962, Львів, УРСР) — російська письменниця-фантастка.

## Біографія
Народилася у родині військового лікаря, який служив у складі радянських військ, що дислокувалися у Львові.
Закінчила Львівську політехніку (тоді Львівський політехнічний інститут) за спеціальністю «інженер-нафтовик».
Згодом переїхала до Ленінграду. Працювала помічником депутата Ленсовєта.
У 1994 році зайнялася журналістикою.
У 2001 році вийшла її перша книга — роман «Незрівняне право» з циклу «Хроніки Арції» (досі не завершений). У перших творах Камши відчувався значний вплив письменника Ніка Перумова.
Живе у Москві[відколи?].

### Літературні цикли
- Хроніки Арції
- Відблиски Етерни

### Романи

#### Хроніки Арції
- Тара: Межа бурі
  - Темна зоря (2001)
  - Незрівнянне право (2001)

- Кров Заката
  - Кров Заката (2002)
  - Довід королів (2002)

- Вежа люті
  - Вежа люті. Чорні маки (2003)
  - Вежа люті. Паростки вітру (2003)

- Дикий вітер (не закінчено)
  - Сталь та полум'я
  - Сиве поле

#### Відблиски Етерни
- Червоне на червоному (2004)
- Від війни до війни (2005)
- Обличчя перемоги (2005)

- Зимовий злам
  - З глибин (2006)
  - Отрута минулого (у двох томах)(2007)

- Серце Звіра
  - Правда сталі, брехня свічад (2008)
  - Куля доль (2009)
  - Синій погляд смерті
    - Синій погляд смерті. Захід (2011)
    - Синій погляд смерті. Опівночі (2012)
    - Синій погляд смерті. Світанок (у чотирьох томах). Не закінчено.

#### Романи без циклу
- «До більшої слави людської», 2008 рік. Оприлюднено у збірці «Кесарі і Боги». Місце дії одне з оповіданням «Данник Нібельрингу».
- «Млава Червона», роман у співавторстві з Ніком Перумовим, 2011 рік. ISBN 978-5-699-54030-3. Станом на березень 2018 року, продовження ще не оприлюднене.

### Повісті та оповідання
- «Час золота, час срібла». Серія: Фентезі Ніка Перумова. Антологія. Ексмо, 2005, 480 стор. ISBN 5-699-14463-3 У співавторстві з Елеонорою і Сергієм Раткевичами.
- «День страху» — оприлюднено в одній зі збірок Ексмо «Фентезі-2003».
- «Crataegus Sanguinea» — оприлюднено в одній зі збірок Ексмо «Фентезі-2005», потім увійшов до збірки «Час золота, час срібла».
- «Данник Небельрінга» — оприлюднено в 2-му випуску збірки Ексмо «Фентезі-2005».
- «Біла ялина» — повість з циклу «Відблиски Етерни» оприлюднено в збірці Ексмо «Фентезі-2006».
- «Кесарі і Боги» — Серія: Фентезі Ніка Перумова. Авторська збірка. Видавництво: Ексмо, 2008 р. Тверда палітурка, 480 стор. ISBN 978-5-699-25278-7.
- «Вовче поле», повість в збірці «Наша справа правильна» (Ексмо), у співавторстві з Ніком Перумовим, 2008 рік.
- «Стурнійські мозаїки», повість в збірці «Герої на всі часи» (Ексмо), 2010 рік.
- «Vive le basilic!», Повість в збірці «Від легенди до легенди» (Ексмо), 2011 рік.
- «Білі ночі Гекати», повість в збірці «Виправленому вірити» (Ексмо), 2012 рік.
- «Все, окрім привидів», оповідання в збірці «Шпаги і шестерінки» (АСТ), 2015 рік.
- «Трикутник ненависті», оповідання в збірці «Бомби і бумеранги» (АСТ), 2015 рік.
- «Білі ночі Ітаки», повість в збірці «Прибульці. Земля завойована» (Видавництво «Е»), 2016 рік.
- «Коли коти були босими», повість в збірці «Богатирі не ми. Устареллі» (Видавництво «Е»), 2016 рік

## Твори та переклади іншими мовами

### Польською мовою
- Wiera Kamsza. Czerwień na czerwieni / Przekład: Eugeniusz Dębski, Ewa Dębska. Wrocław, 2006 ISBN 83-7384-513-5[1]
- Wiera Kamsza. Od wojny do wojny / Przekład: Eugeniusz Dębski. Wrocław, 2007 ISBN 978-83-7384-601-2

## Премії та нагороди
- РосКон, 2011 // Спеціальний приз оргкомітету «Роскона»
- Мечі, 2008 // Меч Румата (Зимовий злам)
- Світ фантастики, Підсумки 2005 // Кращий вітчизняний фентезі-роман (Обличчя Перемоги)[2]